# Ванчо Тарабунов
Ванчо Тарабунов (Радовиш, 24. фебруара 1951) јесте македонски певач народне музике.

## Биографија
Тарабунов је каријеру започео 1970. године. Његове познатије песме су: Македонски крвопис, Жени се Радо, Дедовино, Ела си Лене, Земјо Делчева, Барам прошка. Објавио је и неколику албума са народним песмама.